# Instituto Nacional de la Administración Pública (Argentina)
El Instituto Nacional de la Administración Pública (INAP) es un organismo dependiente de la Secretaría de Gestión y Empleo Público de la Jefatura de Gabinete de Ministros de la Nación Argentina, que tiene a su cargo la elaboración de políticas públicas de formación profesional y capacitación de funcionarios y empleados públicos de la Administración Pública Nacional. Además, trabaja en la investigación, recopilación y publicación documental en todo lo referente al pensamiento estatal argentino.

## Origen
El primer antecedente del INAP se remite al año 1958, con la creación del Instituto Superior de Administración Pública (ISAP). El objetivo de este organismo era prestar asistencia técnica y promover cursos de especialización para mejorar la organización y el funcionamiento de la administración del Estado. Este instituto fue disuelto en 1970 y puesto nuevamente en funcionamiento en 1973, con el nombre Instituto Nacional de la Administración Pública (INAP).
En sus inicios, el INAP tuvo asignadas tres actividades, que en la actualidad continúan siendo sus funciones generales: (1) mejorar el nivel de capacitación de los agentes y funcionarios públicos, y lograr su identificación como agentes activos de las transformaciones futuras; (2) efectuar un diagnóstico permanente de la Administración Pública a través de métodos científicos de investigación social, y (3) realizar la gestión de documentos y trabajos académicos referidos al tema de su interés.

## Funcionamiento
Las actividades del Instituto Nacional de la Administración Pública se desarrollan desde las cuatro direcciones simples que existen bajo su órbita:
- Dirección del Sistema Nacional de Capacitación: tiene la responsabilidad de formar a los funcionarios y empleados públicos. Brinda actividades de formación presenciales y distancia para funcionarios y empleados públicos nacionales, provinciales y municipales.

- Dirección de Investigaciones: realiza estudios que contribuyen al desarrollo del conocimiento sobre la administración pública y el Estado para fortalecer el vínculo entre la producción de conocimiento y la toma de decisiones públicas.

- Dirección de Extensión Académica y Cooperación Técnica: tiene vínculo constante con los centros académicos, organiza jornadas, encuentros y seminarios de reflexión y debate respecto al pensamiento estatal.

- Dirección de Documentación e Información: administra un centro de documentación que ofrece a los interesados y al público en general material bibliográfico sobre administración pública y estudios sobre el Estado.

- Dirección de Asistencia al Fondo Permanente de Capacitación y Recalificación Laboral: brinda asistencia técnica a la Comisión de Administración del Fondo Permanente de Capacitación y Recalificación Laboral (FOPECAP) creado por Ley 25.164.[5] Este fondo, destinado a cubrir los gastos que implican los programas de capacitación y becas (especializaciones, diplomaturas, tecnicaturas, etc.), se financia con el aporte del 0,2% del total de la remuneración bruta, mensual, normal, habitual y permanente de los agentes comprendidos en el Convenio Colectivo de Trabajo General para la Administración Pública Nacional,[6] más el aporte del 0,1% por parte del Estado Empleador y un porcentaje similar por las representaciones gremiales en forma conjunta.

## Actividades
Cada año, las autoridades del INAP presentan un "Plan Anual de Capacitación", donde se presentan los lineamientos del proceso capacitador en sus etapas de diseño, acreditación, ejecución y evaluación. En los últimos años, las actividades de capacitación y formación del INAP se han organizado en
cinco áreas: I. Formación para la Modernización del Estado, II. Formación para el Desarrollo de Competencias, III. Fortalecimiento del Sistema Nacional de Capacitación, IV. Estado y Sociedad, V. Asistencia Técnica y Cooperación Académica. 
El Instituto desarrolla, asimismo, el programa INAP Federal desde donde brinda capacitación a empleados del nivel provincial (estadual); y realiza actividades y congresos académicos tales como los encuentros bienales Red Muni, seminarios latinoamericanos, Jornadas Nacionales de Capacitación en el Estado, etc. Todos ellos dirigidos a promover la investigación y la divulgación de la ciencia de la administración pública en todo el país.